# Frieda Loebenstein

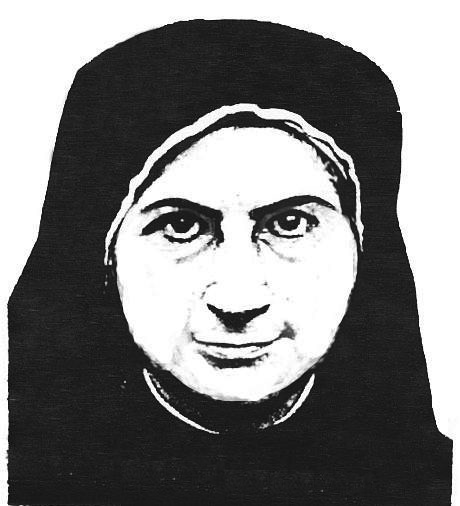
Irma Paula Loebenstein (Passfoto 1940)

Maria Frieda Loebenstein, nach 1940 Irma Paula Loebenstein OSB (geboren 16. Mai 1888 in Hildesheim, gestorben 6. Mai 1968 in São Paulo, Brasilien) war eine deutsch-brasilianische Musikpädagogin.

## Leben
Maria Frieda Loebenstein war die Tochter von Sofie und Lehmann Löbenstein. Ihre ältere Schwester war die Mathematikerin Klara Löbenstein. Sie absolvierte 1904 die Städtische Höhere Töchterschule in Hildesheim und erwarb an privaten Instituten ihre musikalische und musikpädagogische Ausbildung. Sie studierte am Schulgesangs-Seminar des Tonikado-Bundes in Hannover die von Agnes Hundoegger entwickelte Tonika-Do-Methode, die damals eine „Revolution in der Musikpädagogik“ bedeutete. Loebenstein gehörte zu den ersten Schülerinnen dieser Schule. Mit dem Klavierspiel hatte sie als Kind begonnen und bereits mit 13 Jahren Klavier-Unterricht gegeben. 1912 begann sie ein Musikstudium am Berliner Stern’schen Konservatorium mit Hauptfach Klavier und den Schwerpunkt-Fächern Theorie und Chor. 1921 wurde sie hier Dozentin für Gehörbildung. 1926 erhielt sie eine Dozentur für Klavier-Pädagogik an der Staatlichen Akademischen Hochschule für Musik in Berlin. Hier unterrichtete sie auch 5- bis 13-jährige Kinder aus armen Verhältnissen ein Jahr lang kostenlos in Musik.
Am 1. März 1933 wurde sie wegen ihrer jüdischen Herkunft entlassen. Sie unterrichtete daraufhin privat. Ebenfalls 1933 entschloss sie sich, zur katholischen Kirche zu konvertieren. Sie trat als Novizin bei den Berliner Johannesschwestern ein. In dieser Zeit vertiefte sie sich praktisch und theoretisch in den Gregorianischen Choral, über den sie 1936 ein Buch veröffentlichte. 
Mit Hilfe der Johannesschwestern und des Berliner Ordinariats gelang ihr 1939 die Ausreise nach São Paulo in Brasilien. Dort trat sie im August 1939 in der Abadia de Santa Maria der Gemeinschaft der Benediktinerinnen bei. Bei der Einkleidung oder nach der Profess 1941 erhielt sie die Ordensnamen Irma Paula. Später baute sie eine Musikschule auf, an der sie die Tonika-Do-Methode mit der Solmisation Guido von Arezzos – eine musikalische Handzeichenlehre ähnlich der Tonika-Do-Methode – verband und lehrte. 
In São Paulo, wo sie starb, wurde eine Straße, die Rua Irmã Paula Loebenstein nach ihr benannt.

## Rezeption

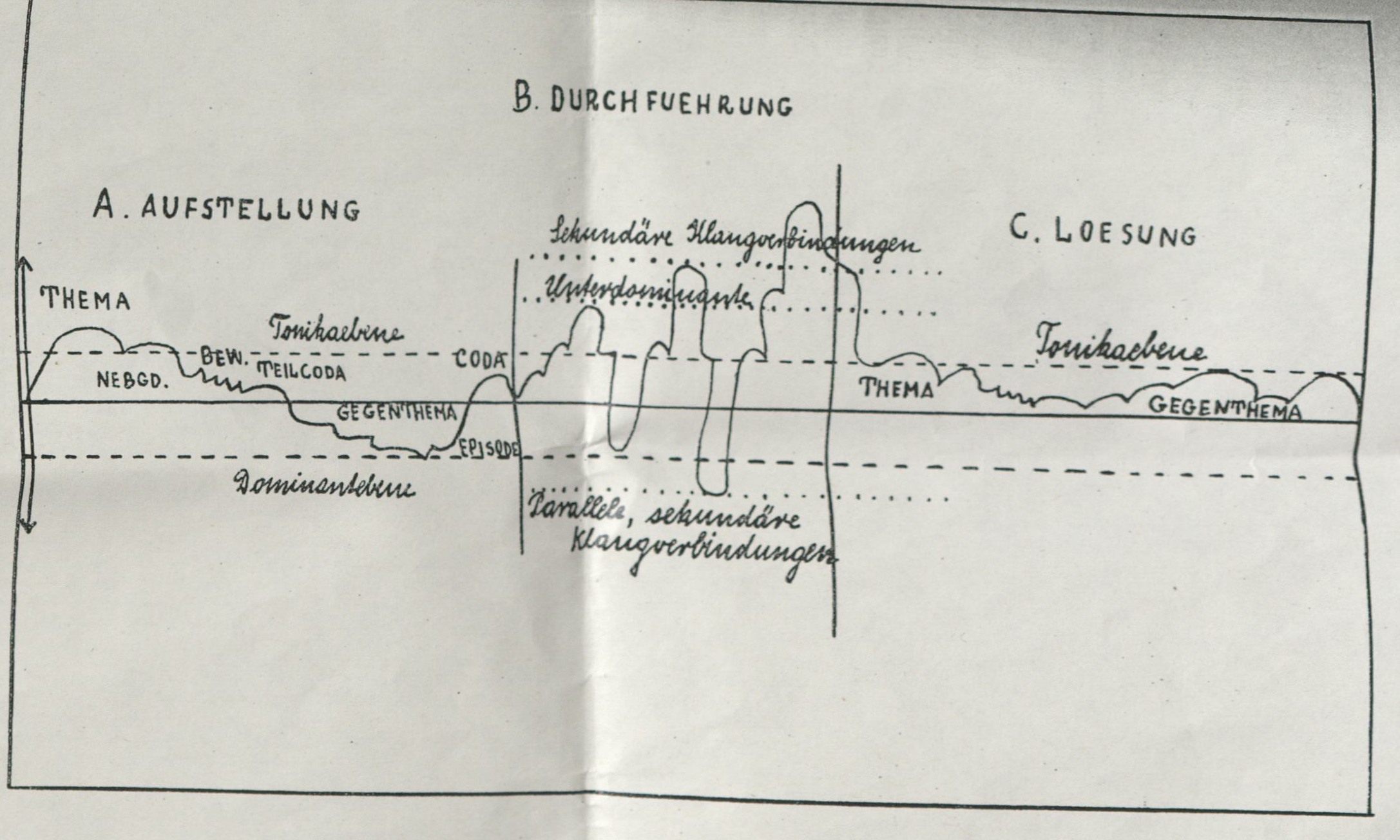

Frieda Loebenstein wurde in der Musikenzyklopädie Die Musik in Geschichte und Gegenwart I nicht nur im Kontext der Jugendmusikschulbewegung, sondern auch als Autorin für eine musikpädagogische Reihe, die von Leo Kestenberg initiiert worden war, angegeben. In Musik in Geschichte und Gegenwart II wird sie sowohl gelehrig als auch als fulminant inspirierende Musikerzieherin zur Kestenbergschule gezählt. Bereits Landessingwart Alfred Stier und Elisabeth Noack würdigten ihre Klavier-, Chor- und Atempädagogik; ferner habe sie Lieder und Kanons in ausgewählten Arbeitsgemeinschaften (1.-4.10.1932 auf Einladung des Hannoverschen Verbandes der Tonkünstler und Musiklehrer) für fortgeschrittene Teilnehmer einstudiert; so wurde sie seither in der Geschichte der Musikpädagogik mit einem verbesserten „Handzeichengebrauch“ in Verbindung gebracht.
Hans Mersmanns pädagogisches Prinzip des „Gesamtunterrichts“ vermittelte sie konzeptionell als notwendige Zusammenfassung von Harmonielehre und rhythmischer Gehörübung. Es war eine regelrechte Probenmethodik, die den isolierten Intervallbeziehungen zum prozessualen Werkverstehen verhalfen, egal ob die Musik tonal oder atonal sei. Für Hans Mersmanns Angewandte Musikästhetik (Berlin 1926) fügte Marie-Therese Schmücker die graphischen Versinnbildlichungen der energetischen musikalischen Prozesse bei. 
Francisco Curt Lange, der als Begründer des Hauptfaches Musikwissenschaft gilt, deren Lehrstühle 1955 in Südamerika aufgebaut wurden, erläuterte, dass er Frieda Loebensteins revolutionäre Methode des unermüdbaren Betens und Singens der gregorianischen Melodien in ganz Lateinamerika verbreitet und befürwortet habe. Dazu hatte ihn die Lektüre des Aufsatzes, den Frieda Loebenstein über die Novizenausbildung in der Benediktinischen Monatsschrift verfasst hatte, angeregt. Auch andre Musikpädagogen wie Fritz Jöde oder Willy Träder in Deutschland hatten pädagogisch „verwandte Anschauungen“ wahrgenommen und sich positiv zu ihrer Methode geäußert. 

## Schriften
Ihre klavierpädagogischen Schriften wurden bis heute mehrmals nachgedruckt (s. DNB)
- 1927: Der erste Klavierunterricht. Ein Lehrgang zur Erschließung des Musikalischen im Anfangsklavierunterricht. Christian Friedrich Vieweg, Berlin-Lichterfelde. 2. Auflage 1928. Ausgabe A für Lehrer, Ausgabe B: für Schüler.
- 1929: Musikalische Erziehung durch das Klavier. Aufsatz in Melos 1929
- 1930: Die Neue Musik in der Musikerziehung des Kindes. Aufsatz in Melos 1930
- 1932: Das Klavier im Spiel der Kleinsten. Nachdruck 1960
- 1936: Der Gregorianische Choral in Wesen und Ausführung. In Zusammenarbeit mit dem Benediktiner und Schüler Paul Hindemiths Corbinian Gindele